# Strömtjärnen, Norrbotten
Strömtjärnen är en sjö i Bodens kommun i Norrbotten och ingår i Luleälvens huvudavrinningsområde.